# Демократска Република Конго на Светском првенству у атлетици у дворани 2012.
Демократска Република Конго је учествовала на Светском првенству у атлетици у дворани 2012. одржаном у Истанбулу од 9. до 11. марта. Ово је њено седмо учешће на светским првенствима. Репрезентацију Демократске Републике Конго представљало је двоје такмичара (1 мушкарац и 1 жена), који су се такмичили у трци на 60 метара.
Демократска Република Конго није освојила ниједну медаљу али је Ghislain Nsimba Mandualika оборио лични рекорд.

## Учесници
| Мушкарци: - Ghislain Nsimba Mandualika — 60 м | Жене: - Elysa Ndaya Kabeya — 60 м |  |

## Резултати

### Мушкарци
| Атлетичар                  | Дисциплина | Лични рекорд | Квалификација | Квалификација | Полуфинале           | Полуфинале           | Финале               | Финале       | Детаљи |
| Атлетичар                  | Дисциплина | Лични рекорд | Резултат      | Место         | Резултат             | Место                | Резултат             | Место        | Детаљи |
| -------------------------- | ---------- | ------------ | ------------- | ------------- | -------------------- | -------------------- | -------------------- | ------------ | ------ |
| Ghislain Nsimba Mandualika | 60 м       |              | 7,47 ЛР       | 8. у гр. 1    | Није се квалификовао | Није се квалификовао | Није се квалификовао | 31 / 57 (61) |        |

### Жене
| Атлетичарка        | Дисциплина | Лични рекорд | Квалификација   | Квалификација   | Полуфинале            | Полуфинале            | Финале                | Финале                | Детаљи |
| Атлетичарка        | Дисциплина | Лични рекорд | Резултат        | Место           | Резултат              | Место                 | Резултат              | Место                 | Детаљи |
| ------------------ | ---------- | ------------ | --------------- | --------------- | --------------------- | --------------------- | --------------------- | --------------------- | ------ |
| Elysa Ndaya Kabeya | 60 м       |              | Није стартовала | Није стартовала | Није се квалификовала | Није се квалификовала | Није се квалификовала | Није се квалификовала |        |